# Шульце, Норберт
Норберт Шу́льце (полное имя: Норберт Арнольд Вильгельм Рихард Шульце, нем. Norbert Arnold Wilhelm Richard Schultze; 26 января 1911, Брауншвейг — 14 октября 2002, Бад-Тёльц) — немецкий композитор. Писал как под своим именем, так и под псевдонимами Франк Норберт, Петер Корнфельд и Анри Иверсен. В области неакадемической музыки наиболее известен как автор песни «Лили Марлен» (на текст Ханса Ляйпа), ставшей шлягером в годы Второй мировой войны. Среди академических композиций Шульце наиболее известна опера «Чёрный Петер» (1936), включающая шлягер «Ach, ich hab in meinem Herzen».

## Биография
В молодости работал актёром в студенческом кабаре «Четыре репортёра», затем дирижёром в Дармштадте, Мюнхене, Лейпциге и Мангейме. В Третьем рейхе приобрёл популярность как автор патриотических песен («От Финляндии до Чёрного моря», «Песня Танковой группы Клейста», «Танки катятся по Африке», «Бомбы на Англию» и др.), также писал маршевую музыку для «Немецкого еженедельного обозрения», для исторических (по сути — пропагандистских) фильмов «Кольберг», «Бисмарк» (1940) и др. Вступил в НСДАП.
В 1932—1943 г. был женат на актрисе Вере Шпор, которая родила ему четырёх детей. После развода с ней женился на болгарской актрисе Иве Ване, которая сочинила либретто для нескольких его сценических произведений и родила ему двух сыновей.
В ходе денацификации Шульце был классифицирован как «попутчик» и должен был выплатить штраф в размере 3000 марок. Шульце распорядился, чтобы причитавшиеся ему гонорары за его песни, написанные в период 1933—1945 гг, перечислялись Красному Кресту (данное условие соблюдается по настоящий день).
В послевоенный период Шульце продолжал активную творческую деятельность. Автор опер, оперетт и мюзиклов, балетов, киномузыки, многих песен. С 1961 г. — президент ассоциации немецких сценаристов и композиторов сцены, в 1973—1991 — член правления Ассоциации немецких композиторов. Последние годы провёл вместе с третьей женой Брижитт Сальватори в Баварии и на Мальорке.
Автор мемуаров Mit dir, Lili Marleen (1995).